# 马蒂尼 (滨海塞纳省)
马蒂尼（法語：Martigny，法語發音：[maʁtiɲi]）是法国滨海塞纳省的一个市镇，属于迪耶普区。

## 地理
马蒂尼（49°51'54"N, 1°9'8"E）面积5.06 平方千米，位于法国诺曼底大区滨海塞纳省，该省份为法国北部沿海省份，其西部及北部濒大西洋英吉利海峡，东起顺时针与索姆省、瓦兹省、厄尔省和卡爾瓦多斯省接壤。
与马蒂尼接壤的市镇（或旧市镇、城区）包括：阿尔克拉巴塔耶、勒布瓦罗贝尔、圣欧班勒科夫、圣日耳曼代塔布勒。

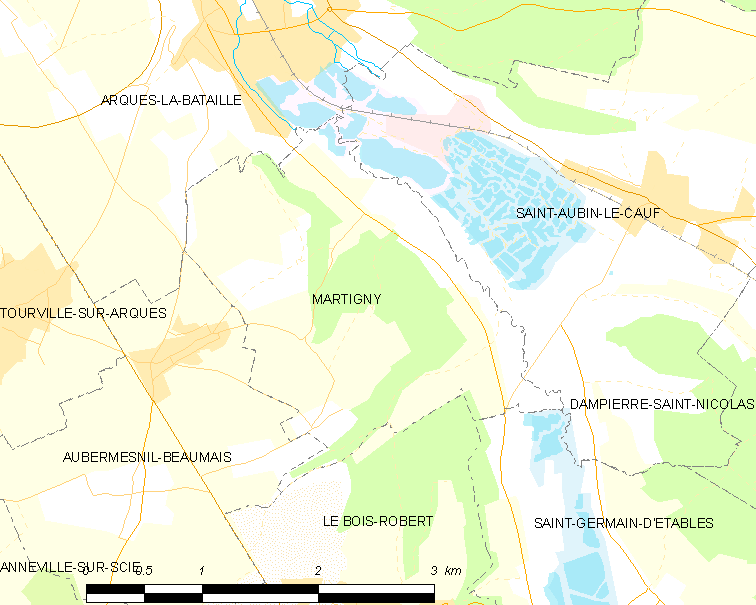
的OSM定位图

马蒂尼的时区为UTC+01:00、UTC+02:00（夏令时）。

## 行政
马蒂尼的邮政编码为76880，INSEE市镇编码为76413。

## 政治
马蒂尼所属的省级选区为迪耶普第一县。

## 人口

1962-2008年间人口变化图示

马蒂尼于2022年1月1日时的人口数量为409人。